# Dick Chama
Dick Chama (Bancroft, Rodesia del Norte, 11 de febrero de 1946-Lusaka, Zambia, 21 de marzo de 2006) fue un futbolista y entrenador de fútbol de Zambia que jugó en la posición de defensa central.

## Carrera

### Club
| Periodo   | Club               |
| --------- | ------------------ |
| 1962-1969 | Bancroft North-End |
| 1969-1970 | Mufulira Wanderers |
| 1971      | Bancroft Blades    |
| 1972–1976 | Zambia Army FC     |

### Selección nacional
Jugó para Zambia en 76 ocasiones de 1967 a 1974 y anotó seis goles; participó en la Copa Africana de Naciones 1974 donde fue seleccionado en el equipo ideal del torneo. También participó en los fallidos procesos clasificatorios a México 1970, Alemania 1974 y Argentina 1978.

### Entrenador
| Periodo   | Club            |
| --------- | --------------- |
| 1978–1986 | Green Buffaloes |
| 1980      | Zambia          |
| 1987      | BDF XI          |
| 1988–1990 | Green Buffaloes |
| 1992–1995 | Zanaco F.C.     |
| 1994–1995 | Zambia          |
| 1996-1997 | TASC FC         |
| 2002      | Nkwazi FC       |
| 2003-2005 | Highlanders FC  |

## Muerte
Según su hijo Dick Junior, cuando regresó a Zambia enfermó del riñón luego de contraer malaria, falleciendo el 21 de marzo de 2006 en el Hospital Militar Maina Soko en Lusaka. Antes de enfermar estaba como candidato para ser el entrenador de Namibia.

## Logros

### Jugador
- Primera División de Zambia (1): 1975

### Entrenador
- Primera División de Zambia (2): 1979, 1981
- Copa de Zimbabue (1): 2005
- Supercopa de Zimbabue (1): 2005

### Individual
- Equipo Ideal de la Copa Africana de Naciones 1974.